# Ouderogge

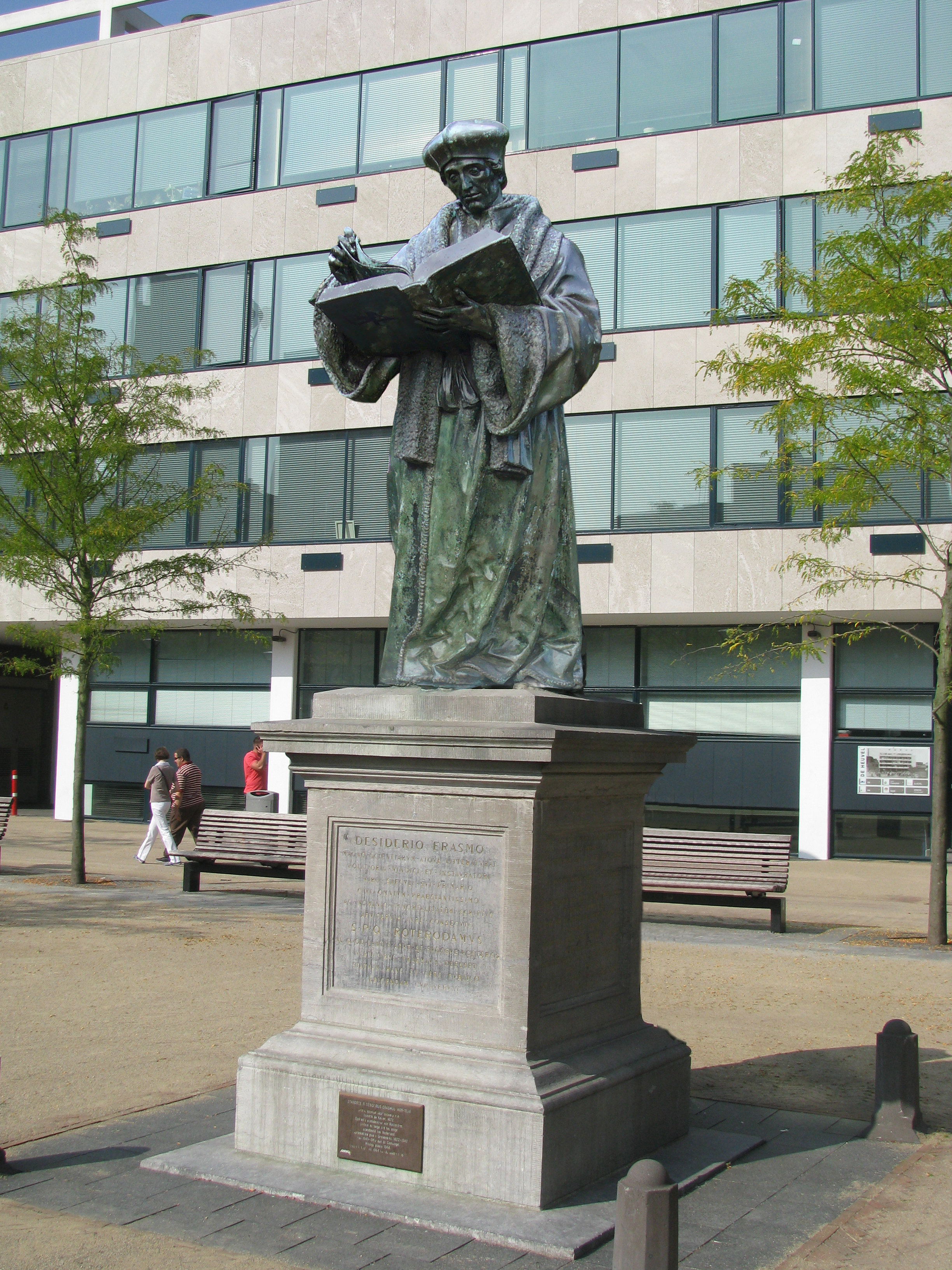
Het door Jan Cornelisz. gegoten standbeeld van Erasmus te Rotterdam

Ouderogge was een Nederlandse bronsgietersfamilie die drie generaties lang in Amsterdam en Rotterdam klokken, kanonnen, beeldhouwwerken en klein gietwerk heeft gegoten. Jan Cornelisz. Ouderogge (Amsterdam, 1573 of 1574 - Rotterdam, 29 augustus 1625) was klokkengieter te Amsterdam en meer algemeen bronsgieter in Rotterdam. Zijn zoons Cornelis (1599-1672) en Dirk (na 1600-1645) zetten zijn onderneming voort; na hun overlijden was het Cornelis' zoon Johannes (1640-?) die als laatste Ouderogge de bronsgieterij beoefende.

## Jan Cornelisz. Ouderogge
Jan Cornelisz. Ouderogge (Amsterdam 1573 of 1574 - Rotterdam 29 augustus 1625), zoon van Cornelis Jan Symonsz. en Marie Gerrits Ouderogge, gehuwd in 1598 met Hillegont Dirks Strijckers, woonde begin 1613 als klokken- en kanongieter aan de Heiligenweg te Amsterdam. Zijn productie kan geschat worden aan “totaal gewicht” van geleverd geschut aan de Admiraliteit te Amsterdam en bedraagt daar in de jaren 1613 tot 1616 ongeveer 145.000 ponden (ongeveer 50 stuks). Op een onbekende datum, niet zo lang daarna, werd hij door de Admiraliteit op de Maze uitgenodigd naar Rotterdam te komen. De Admiraliteit had in 1613 een aantal panden en percelen tussen de Hoogstraat en de Kipstraat verkregen en stichtte daar in het pand 'De Gloeyende Oven' en de panden ernaast een geschutshuis en gieterij. Jan Ouderogge, een bekwaam bronsgieter, voorzag Rotterdam en de Admiraliteit van een groot aantal kanonnen en andere kleine en grote gietstukken.
Onder zijn leiding werd aan de Hoogstraat in Rotterdam in de nieuwe gieterij in 1621 de grote luidklok van 9417 pond van de St. Laurenstoren gegoten, en het jaar daarop het bronzen standbeeld van Erasmus, ontwerp van Hendrick de Keyser. Nog een jaar later, in 1623, verliet weer een luiklok van ongeveer 10.000 pond de bronsgieterij aan de Hoogstraat. Niet zeker is of die ook door Jan Ouderogge werd gegoten, omdat ook de bronsgieter Van der Put van deze gieterij gebruik maakte. Beide klokken werden in 1661 verkocht aan geschutgieter Gerard Koster te Amsterdam om het klokkenspel van Hemony te betalen. Jan Ouderogge goot ook de bronzen kanonnen die de slechte ijzeren op de vestingwerken van Rotterdam moesten vervangen, aangezien deze gevaarlijk waren voor de Rotterdammers zelf.
Er is een brief bekend waarin hij via ridder Theodoor Rodenburg (die tegenwoordig vooral bekend is als schrijver, maar ook ambassadeur in Denemarken is geweest) solliciteert bij de Deense koning. Als aanbeveling gold dat Ouderogge 46 ‘metalen’ ofwel bronzen, zeer goede ‘canons’ van een kaliber 18 en 24 pond had gegoten, die alle tests hadden doorstaan. Maar de aanbeveling liep op niets uit en Jan bleef in Rotterdam, waar hij in 1625 overleed en in de Grote- of Sint-Laurenskerk begraven werd. Zijn grafzerk in renaissancestijl bevindt zich in een van de kapellen en is versierd met een bronzen wapenschild en een bronzen plaat met tekst.

## Cornelis en Dirk
Cornelis Ouderogge, die in 1631 trouwde met Cornelia Dirks Nobel, en Dirk, die in datzelfde jaar met Catharina Gerrits van Nieuwenhuysen getrouwd was, goten zowel klokken als kanonnen, maar ook kleiner gietwerk - zo zijn er twee vijzels bekend met de naam van Cornelis erop. Hij was de technische man, Dirk was waarschijnlijk meer organisator en administrateur. Van de klokken zijn er dertien bekend, voornamelijk bestemd voor steden en dorpen in de omgeving. Na Dirks overlijden (voor 3 oktober 1649) zou Cornelis nog meer dan twintig jaar werkzaam blijven, voornamelijk als kanonnengieter. In 1645 werd een kanon gegoten van het kaliber waarvan de stad er reeds drie bezat en die, naar men kan aannemen, door zijn vader waren gemaakt.
Voor twee Engelsen werden in 1639 zes veldstukken gegoten ‘gelijk de prins van Oranje gebruikt’. Er zijn uit de archieven van Rotterdam en '’s-Rijks Gieterij' 14 kanonnen bekend die door Cornelis zijn gegoten tussen 1641 en 1671. Zij hebben tot het begin van de 19e eeuw dienstgedaan op de stadswallen van Rotterdam, waar ze bij feestelijke gelegenheden werden afgevuurd, maar in 1830 zijn ze afgevoerd als 'voor gebruik ongeschikt' en versmolten.
Het ligt voor de hand dat niet alleen de vroedschap van Rotterdam behoefte had aan kanonnen, maar meer nog de Admiraliteit op de Maze, die vader Jan naar Rotterdam had gehaald. Op ieder (oorlogs)schip waren er minstens tien in brons. De rest (soms tot 60 stuks totaal) was van ijzer. De bronzen kanonnen konden worden gerevideerd en werden achtereenvolgens op verschillende schepen gebruikt, maar er moeten er toch honderden zijn gegoten, en uiteindelijk zijn versmolten. Vader Jan had er immers volgens bovengenoemde ridder Rodenburg ook 46 gegoten, hetgeen aardig klopt met de 145.000 pond, die aan de Admiraliteit geleverd werd!
Verder bestaat er een overeenkomst van 27 februari 1668 waarbij de vroedschap van Rotterdam besloot om jaarlijks twee stukken van een kaliber van 12 pond te doen gieten. Van het verloop is weinig bekend, alleen een opdracht van 30 april 1671 tot het gieten van vier metalen (bronzen) kanonnen door Cornelis Ouderogge. Voor het gieten was natuurlijk brons nodig, waarvoor niet alleen nieuw brons werd gebruikt, maar ook oude kanonnen. Dat blijkt bijvoorbeeld uit een akte van 10 juni 1671, waarin Cornelis van een Amsterdamse koopman twee metalen kanonnen van in totaal 10.800 pond als grondstof koopt. Spoedig daarna overleed hij, want op 9 juni 1672 werd hij in de Grote Kerk bij zijn ouders begraven. Deze zerk is aanwezig in een kapel. Zijn broer Dirk is daar eveneens begraven, maar in een apart graf.

## Johannes Ouderogge
Zijn zoon Johannes, die in 1679 zou trouwen met Catharina Stalpert van der Wiele, zette het bedrijf voort en voorzag weer een vijftal torens van luiklokken. Ook sloot hij in 1682 een contract met koning Karel I van Engeland tot levering van 'acht kanonnen met lofwerk'. Vóór 1709 verhuisde hij naar Den Haag, waar hij ging werken in de gieterij aan de Nieuwe Uitleg, die in 1665 was gebouwd. Hij is daar op een onbekende datum overleden.

## Nog bestaand werk
Bij het duiken op scheepswrakken zijn enkele kanonnen geborgen, zoals dat van de Zeven Provinciën. Het is gegoten in 1667 door Cornelis Ouderogge en na 120 jaar opnieuw uitgeboord en in gebruik gekomen op ’s lands linieschip Delft. Dat schip is in 1797 vergaan, maar het kanon werd bij het wrak opgedoken in 1994 en ligt nu op de Scheepswerf De Delft. Er zijn bij het Maritiem Museum Rotterdam nog twee kanonnen aanwezig. In de tuin van het Militaire Museum van Istanbul ligt een kanon met de tekst: "OUDEROGGE HAGA 1709". Dit kanon moet dus door Johannes gegoten zijn, waarschijnlijk in Den Haag aan de Nieuwe Uitleg.Verder is er het in 1622 door Jan Cornelis Ouderogge gegoten bronzen standbeeld van Erasmus, ontworpen door Hendrick de Keyser, dat nu op het Grotekerkplein bij de Grote- of Sint-Laurenskerk te Rotterdam staat. Ook van de door de Ouderogge's gegoten klokken zijn er nog vele in gebruik, zoals de klok van de halfuurslag van de toren van de Grote Kerk van Dordrecht en vele andere kleine, volgens onderstaande opsomming. Zelfs in Schotland zijn nog verschillende kleinere klokken van de Ouderogges in gebruik.

### Overzicht werken (selectie)
Voor zover bekend zijn de maten van de kanonnen weergegeven in ponden (gewicht/kaliber)
| titel/omschrijving         | aantal | locatie                              | jaar        | maker                            | bewaard                              | bron                                 |
| -------------------------- | ------ | ------------------------------------ | ----------- | -------------------------------- | ------------------------------------ | ------------------------------------ |
| geschutsmodel kanon-18kg   | 1      | Rijksmuseum Amsterdam(NG-NM-9803-A)  | 1649        | Cornelis                         | ja                                   | cat Rijksmuseum Amsterdam            |
| geschutsmodel kanon        | 1      | Museum Boymans(Div. M 38 (KN&V))     | 1650(ca)    | Cornelis                         | ja                                   | cat Museum Boymans                   |
| geschutsmodel kanon        | 1      | Museum Rotterdam(71621-1.A-B)        | 1671        | Cornelis                         | ja                                   | cat Museum Rotterdam                 |
| geschutsmodel kanon        | 1      | Particulier                          | 1646        | Cornelis                         | ja                                   | Veilinghuis Italië                   |
| kanon                      | 46     | ??                                   | ??          | Jan-Cornelis                     | nee                                  | E. Wiersum-Th. Rodenburg             |
| kanon-4275/24pond          | 1      | Depot marine Lelystad                | 1631        | Jan-Cornelis                     | ja                                   | website                              |
| kanon                      | 2      | Engelse edelen                       | 1639        | Cornelis                         | nee                                  | E. Wiersum                           |
| kanon-3065pond             | 1      | Nieuwe Bolwerk Rotterdam             | 1641        | Cornelis                         | nee                                  | E. Wiersum                           |
| kanon-3042pond             | 1      | Nieuwe Bolwerk Rotterdam             | 1645        | Cornelis                         | nee                                  | E. Wiersum                           |
| kanon-2475pond             | 1      | Hist. Museum Rotterdam               | 1645        | Cornelis                         | ja                                   | website                              |
| kanon-nr 73Z               | 1      | Maritiem museum Rotterdam(cat1914)   | 1662        | Cornelis                         | ja                                   | cat Mar.Mus.Rot.                     |
| kanon-nr 785               | 1      | Maritiem museum Rotterdam(cat1824)   | 1666        | Cornelis                         | ja                                   | cat Mar.Mus.Rot.                     |
| kanon-1765pond             | 1      | Linieschepen Zeven Provinciën-Delft  | 1667        | Cornelis                         | ja                                   | Fisher                               |
| kanon-3015pond             | 1      | Nieuwe Bolwerk Rotterdam             | 1668        | Cornelis                         | nee                                  | E. Wiersum                           |
| kanon-3075pond             | 1      | Nieuwe Bolwerk Rotterdam             | 1668        | Cornelis                         | nee                                  | E. Wiersum                           |
| kanon-3065pond             | 1      | Nieuwe Bolwerk Rotterdam             | 1668        | Cornelis                         | nee                                  | E. Wiersum                           |
| kanon-3015pond             | 1      | Nieuwe Bolwerk Rotterdam             | 1670        | Cornelis                         | nee                                  | E. Wiersum                           |
| kanon-2919pond             | 1      | Nieuwe Bolwerk Rotterdam             | ??          | Cornelis                         | nee                                  | E. Wiersum                           |
| kanon-3025pond             | 1      | Oude Hooft Bolwerk Rotterdam         | 1670        | Cornelis                         | nee                                  | E. Wiersum                           |
| kanon-3040pond             | 1      | Oude Hooft Bolwerk Rotterdam         | 1670        | Cornelis                         | nee                                  | E. Wiersum                           |
| kanon-3050pond             | 1      | Oude Hooft Bolwerk Rotterdam         | 1670        | Cornelis                         | nee                                  | E. Wiersum                           |
| kanon-2970pond             | 1      | Oude Hooft Bolwerk Rotterdam         | 1671        | Cornelis                         | nee                                  | E. Wiersum                           |
| kanon-3010pond             | 1      | Oude Hooft Bolwerk Rotterdam         | 1671        | Cornelis                         | nee                                  | E. Wiersum                           |
| kanon-3000pond             | 1      | Oude Hooft Bolwerk Rotterdam         | 1671        | Cornelis                         | nee                                  | E. Wiersum                           |
| kanon-2995pond             | 1      | Oude Hooft Bolwerk Rotterdam         | 1671        | Cornelis                         | nee                                  | E. Wiersum                           |
| kanon                      | 8      | Engeland/Schotland                   | 1682        | Johannes                         | nee                                  | E. Wiersum                           |
| kanon-36pond               | 1      | Legermuseum Delft                    | 1700        | Johannes                         | ja                                   | website                              |
| kanon-                     | 1      | Legermuseum Delft                    | 1700        | Johannes                         | ja                                   | website                              |
| kanon-24pond               | 1      | Legermuseum Delft                    | 1702        | Johannes                         | ja                                   | website                              |
| kanon-24pond               | 1      | Legermuseum Delft                    | 1702        | Johannes                         | ja                                   | website                              |
| kanon-                     | 1      | Legermuseum Delft                    | 1702        | Johannes                         | ja                                   | website                              |
| kanon-                     | 1      | Legermuseum Delft                    | 1704        | Johannes                         | ja                                   | website                              |
| mortier-75pond             | 1      | Legermuseum Delft                    | 1697        | Johannes                         | ja                                   | website                              |
| mortier-75pond             | 1      | Legermuseum Delft                    | 1697        | Johannes                         | ja                                   | website                              |
| mortier-100pond            | 1      | Legermuseum Delft                    | 1701        | Johannes                         | ja                                   | website                              |
| mortier-100pond            | 1      | Legermuseum Delft                    | 1701        | Johannes                         | ja                                   | website                              |
| mortier-50pond             | 1      | Legermuseum Delft                    | 1709        | Johannes                         | ja                                   | website                              |
| mortier-50pond             | 1      | Legermuseum Delft                    | 1709        | Johannes                         | ja                                   | website                              |
| kanon                      | 1      | Military Museum Istanbul             | 1709        | Johannes                         | ja                                   | Lambrecht Kok                        |
| Luiklok-9417pond           |        | Rotterdam, St. Laurenstoren          | 1621        | Jan Cornelis                     | nee                                  | E. Wiersum                           |
| Luiklok                    |        | Oostvoorne                           | 1629        | Jan Cornelis                     | ??                                   | E. Wiersum                           |
| Luiklok                    |        | Biert-Simonshaven                    | 1633        | Cornelis                         | ??                                   | E. Wiersum                           |
| Luiklok-42cm               | 1      | Heenvliet                            | 1634        | Cornelis en Dirk                 | ja                                   | E. Wiersum, Rijksmonumentenregister  |
| Luiklok-95cm               | 1      | Hellevoetsluis (Nieuw Helvoet)       | 1634        | Cornelis en Dirk                 | ja                                   | Rijksmonumentenregister (E. Wiersum) |
| Luiklok                    |        | Charlois                             | 1637        | Cornelis                         | ??                                   | E. Wiersum                           |
| Luiklok                    |        | Amstelveen                           | 1642        | Cornelis en Dirk                 | ja, doch gebarsten                   | E. Wiersum, C. van der Giessen       |
| Luiklok-66cm               | 1      | Den Bommel                           | 1642 (1647) | Cornelis en Dirk                 | ja                                   | Rijksmonumentenregister (E. Wiersum) |
| Luiklok                    |        | Nieuwer-Amstel                       | 1642        | Cornelis                         | ??                                   | E. Wiersum                           |
| Luiklok-49cm               | 1      | Piershil                             | 1642        | Cornelis en Dirk                 | ja                                   | E. Wiersum, Rijksmonumentenregister  |
| Luiklok-78cm               | 1      | Nieuw Beijerland-prot. Kerk          | 1643        | Cornelis en Dirk                 | ja                                   | website, Rijksmonumentenregister     |
| Luiklok                    |        | Zuid Beijerland                      | 1645        | Cornelis                         | bij brand verloren                   | E. Wiersum                           |
| Luiklok-75cm               | 1      | Geertruidenberg-Geertruidskerk       | 1647        | Cornelis en Dirk                 | ja                                   | website, Rijksmonumentenregister     |
| Luiklok-66,8cm             | 1      | Goedereede                           | 1647 (1642) | Cornelis en Dirk                 | ja                                   | Rijksmonumentenregister (E. Wiersum) |
| Luiklok                    | 1      | Stadhuis Vlaardingen                 | 1650        | Cornelis                         | ??                                   | E. Wiersum                           |
| Luiklok                    |        | Middelharnis                         | ???         | Cornelis                         | ??                                   | E. Wiersum                           |
| Luiklok                    |        | Heilig-Kruiz Kerk, Stirling, Schotse | 1657        | Cornelis                         | Yes                                  | Dove's Guide                         |
| Luiklok-169cm 2600kg       | 1      | Dordrecht-Grote Kerk half-uur slag   | 1681        | Johannes                         | ja                                   | website, Rijksmonumentenregister     |
| Luiklok                    | 1      | Bleiswijk                            | 1687        | Johannes                         | ja                                   | E. Wiersum, website                  |
| Luiklok                    | 1      | Noordwijk-Jeroenskerk                | 1690        | Johannes                         | ja                                   | website                              |
| Luiklok                    | 1      | Voorschoten                          | 1704        | Johannes                         | nee (confiscatie en omsmelting 1943) | E. Wiersum, website                  |
| Luiklok-100cm              | 1      | Zevenhuizen                          | 1709        | Johannes                         | ja                                   | E. Wiersum, Rijksmonumentenregister  |
| Standbeeld Erasmus         |        | Rotterdam                            | 1622        | Jan Cornelis                     | ja                                   |                                      |
| vijzel-d24cm (met stamper) | 1      | Rijksmuseum Amsterdam(BK-15505-A)    | 1637        | Cornelis of Dirk                 | ja                                   | cat Rijksmuseum Amsterdam            |
| vijzel-d17cm               | 1      | Rijksmuseum Boerhaave(V03737)        | 1646        | Cornelis                         | ja                                   | cat Rijksmuseum Boerhaave            |
| vijzel-d15,5cm             | 1      | Rijksmuseum Boerhaave(V03736)        | 1647        | Dirk                             | ja                                   | cat Rijksmuseum Boerhaave            |
| vijzel-d18cm               | 1      | Museum Rotterdam(71517)              | 1647        | Cornelis en Dirk (toegeschreven) | ja                                   | cat Museum Rotterdam                 |
| vijzel                     |        | museum particulier                   | 1647        | Cornelis                         | ??                                   | E. Wiersum                           |
| vijzel-14cm                |        | museum particulier                   | 1649        | Cornelis                         | ??                                   | E. Wiersum                           |
| vijzel-d23cm               | 1      | Museum Rotterdam(71516)              | 1649        | Cornelis en Dirk                 | ja                                   | cat Museum Rotterdam                 |